# SN 2003bm
SN 2003bm – supernowa typu Ic odkryta 2 marca 2003 roku w galaktyce UGC 4226. W momencie odkrycia miała maksymalną jasność 18,00m.